# Grand Orient latino-américain
 (août 2017).
Le Grand Orient latino-américain est une obédience maçonnique mixte présente en Europe et en Amérique latine. Il a été créé en 1984 avec l'appui du Grand Orient de France.

## Origine du Grand Orient latino-américain
À la suite du coup d'État du 11 septembre 1973 au Chili, les premiers francs-maçons arrivés en Europe ont été reçus d’une manière extraordinaire par les diverses obédiences françaises et belges et plus particulièrement par le Grand Orient de France (GODF) et par le Grand Orient de Belgique(GOB) qui les a reconnus comme des frères et les a accueillis dans ses loges.
Avec le temps, un Grand Orient du Chili en exil, (premier nom du GOLA) s’est créé au travers des contacts entre les francs-maçons exilés dans les différents pays européens appartenant à des obédiences, orients et rites divers. Ceci a permis à chaque maçon de vivre le sens même de l’universalité maçonnique en expérimentant le fait que chaque loge, chaque obédience puisse vivre l’une avec l’autre en gardant ses particularités.
Tous ces frères maçons en exil ont également appris à considérer les sœurs comme leurs semblables, à n’accepter aucun dogme qu’il soit profane ou maçonnique et à continuer perpétuellement à chercher la vérité dans tous les domaines que ce soit politique, social ou religieux.
C’est ainsi que petit à petit est né le désir de créer une nouvelle maçonnerie pour l’Amérique latine, une maçonnerie du XXIe siècle, restant fidèle aux projets qui ont inspiré, il y a plus de deux cents ans, les libérateurs.
La patente définitive reconnaissant le Grand Orient latino-américain - GOLA comme puissance maçonnique, indépendante, libre et souveraine fut octroyée par le Grand Orient de France - GODF le 21 juin 1984.

## Situation actuelle
Le  GOLA est une obédience mixte. Il  se définit comme « une organisation maçonnique universelle, philosophique, philanthropique, progressive et progressiste, caractérisée par la démocratie interne, la non-discrimination de ses membres pour ce qui est de leur ethnie, de leur sexe, de le nationalité, de leur profession ou fonction, opinion politique, philosophique ou religieuse ». Il se considère comme une « institution essentiellement philosophique laïque et adogmatique qui pratique la tolérance, la solidarité, la recherche de la vérité, et le strict respect des droits de l'homme et fait siens les principes de liberté, d’égalité et de fraternité. »
Aujourd'hui le GOLA comprend :
- deux loges au Guatemala,
- trois en Équateur,
- quatre en Uruguay,
- deux en Argentine,
- une au Brésil,
- six au Chili,
- deux en Belgique[2]:Francisco de Miranda no 28 (Alost), Sur no 39 (Bruxelles)
- quatre en France: Lautaro no 1 (Paris), Union Universal no 4 (Paris), Fraternidad LatinoAmericana (Orléans) no 22 (Orléans) et Cordillera de los Andes (Toulouse).
- une en Espagne: Reencuentro (Madrid)
- quatre en Suède.

soit 28 loges.
Il est adhérent du CLIPSAS depuis 1987.